# کارل برانت
کارل برانت (آلمانی: Karl Brandt زاده ۸ ژانویه ۱۹۰۴ – مرگ ۲ ژوئن ۱۹۴۸) پزشک و ژنرال اس اس بود که به عنوان پزشک شخصی آدولف هیتلر کار می‌کرد. وی بعد از جنگ جهانی دوم به جرم جنایت علیه بشریت به مرگ محکوم شد و در ۲ ژوئن ۱۹۴۸ به دار آویخته شد.

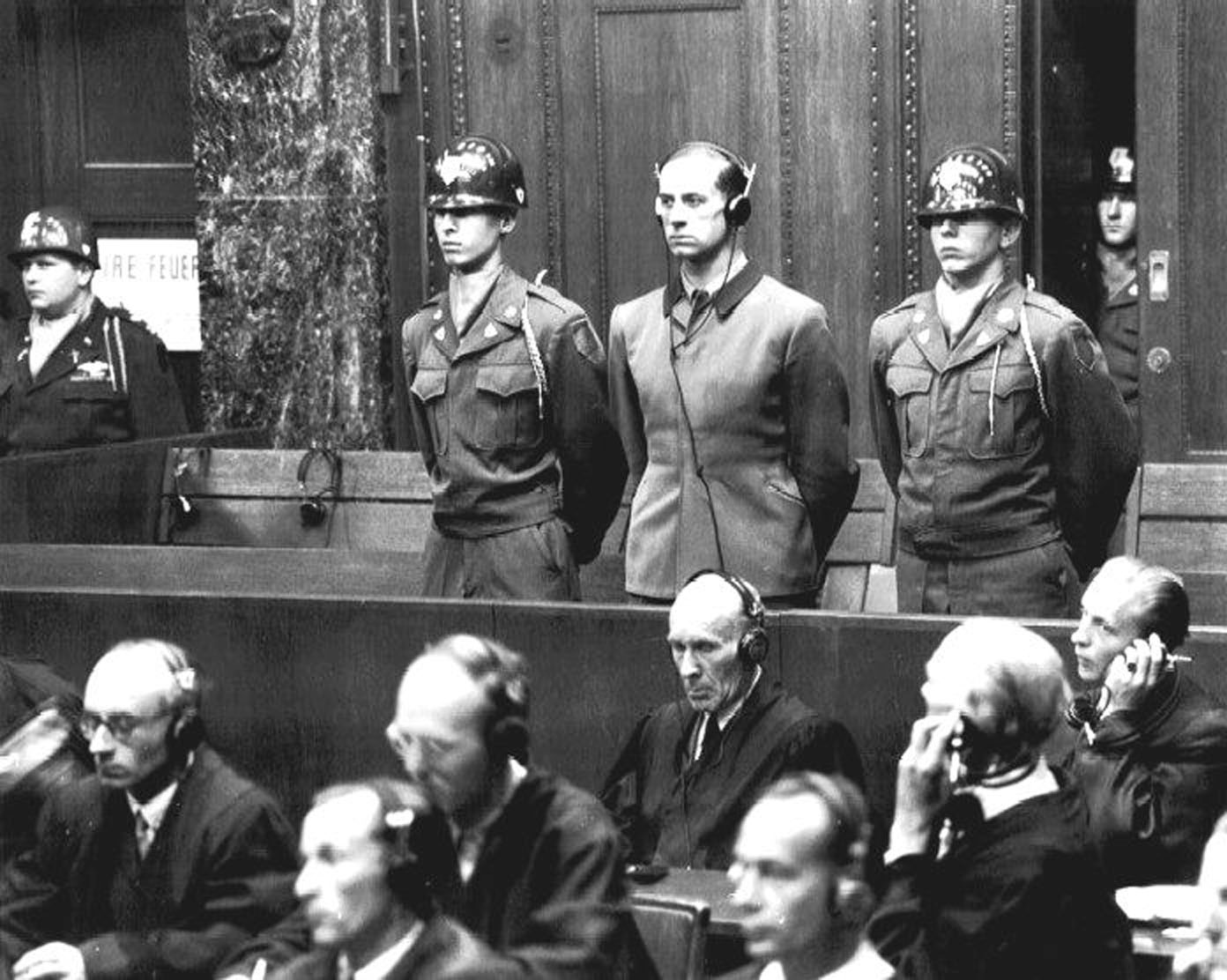
برانت در دادگاه، ۱۹۴۷